# Ніколь Рей
Челсі Етвуд (англ. Chelsey Atwood; нар. 4 листопада 1989, Іллінойс, США), відома як Ніколь Рей (англ. Nicole Ray) — американська порноакторка.

## Премії і номінації
- 2010 номінація на AVN Award — Краща нова старлетка[1]
- 2010 номінація на AVN Award — Best Oral Sex Scene — Gag Factor 29
- 2010 номінація на AVN Award — Best POV Sex Scene — She Is Half My Age 7
- 2010 номінація на AVN Award — Best All-Girl Group Sex Scene — Girlgasmic 2
- 2010 номінація на XBIZ Award — New Starlet of the Year[2]
- 2011 номінація на AVN Award — Best Three-Way Sex Scene (G/B/B) — Bar Pussy[3]
- 2011 номінація на AVN Award — Best Three-Way Sex Scene (G/G/B) — Pornstar Workout 2